# Bosc Estatal del Baix Vallespir
El Bosc Estatal del Baix Vallespir (en francès, oficialment, Forêt Domaniale du Bas-Vallespir) és un bosc de domini públic del terme comunal de Montboló, a la comarca del Vallespir, de la Catalunya del Nord.
El bosc, que ocupa 6,46 km², s'estén entre el centre i el nord-oest del terme comunal, a ponent del Coll de la Redubta, a ponent del poble de Montboló.
El bosc està sotmès a una explotació gestionada per l'ONF (Office National des Forêts). Té el codi d'aquest organisme F16276Z.